# لذت (فیلم ۲۰۲۱)
لذت (به انگلیسی: Pleasure) فیلمی درام، اروتیک به کارگردانی نینجا تایبرگ و بر اساس فیلمنامه‌ای نوشته نینجا تایبرگ و پیتر مودستیج، محصول سال ۲۰۲۱ مشترک کشورهای سوئد، هلند و فرانسه می‌باشد. این اثر اولین تجربه کارگردانی فیلم بلند نینجا تایبرگ است؛ که بر اساس فیلمی کوتاه به همین نام و ساخته ایشان در سال ۲۰۱۳ می‌باشد.
از بازیگرانی که در این فیلم به ایفای نقش پرداخته‌اند می‌توان به سوفیا کاپل (در نقش لینیا- بِلاچری)، مارک اشپیگلر (در نقش خودش «استعدادیاب پورن»)، زلدا موریسون (در نقش جوی)، اِولین کلیر (درنقش آوا)، کریس کوک (در نقش بییِر)، جیسون تولر (در نقش مایک) اشاره کرد.

## داستان
«لینیا» دختر ۱۹ ساله سوئدی با نام هُنری «بِلاچری» برای ورود به صنعت پورن به لس آنجلس هالیوود سفر می‌کند. بعد از مصاحبه، او با دستمزد ۹۰۰ دلار در ماه، اولین قرار کاری خود را امضا می‌کند.
در اولین روز کاری و برای برقراری اولین رابطه‌جنسی، بلاچری دچار استرس و ترس می‌شود؛ که در صحبت با کارگردان و توضیح اینکه او دچار صحنه هراسی شده و همه چیز نرمال است؛ با غلبه بر استرس فیلمبرداری شروع می‌شود. از نظر مدیر برنامه بلاچری دارای استعداد ذاتی، زیبایی و بدن مناسب برای ادامه فعالیت است.
بِلاچری در مورد تبدیل شدن به یک پورن استار واقعی می‌پرسد و کارگردان مهم‌ترین چیز را دوست داشتن شغل می‌داند؛ و اینکه در کار مواردی پیش می‌آید که او خوشش نخواهد آمد یا اینکه معمولاً شغل دیگری نمی‌تواند داشته باشد؛ و در این حرفه باید مواظب دختران و حسادت‌های آنان باشد.
بلاچری با چند دختر دیگر، خانه‌ای را به اشتراک می‌گیرند؛ و بلاچری شروع به معرفی و پرزنت خود با گذاشتن عکس‌های پورن خود در شبکه‌های اجتماعی می‌کند. بلاچری برای دوستش از اینکه در بچگی، پدرش به او تجاوز کرده و اینکه احساس می‌کند که سکس را دوست دارد و سوئد برای این واردشدن به این صنعت خیلی مزخرف است؛ می‌گوید.
بلاچری با همراهی مدیربرنامه‌اش خود را برای عقد قراراد با شرکت‌های تولید پورن و گرفتن عکس‌های برهنه خود آماده می‌کند؛ و در این میان با یکی از بهترین شرکت‌های تولید محتوای پورن به سرپرستی «اسپیگلر» (استعدادیاب معروف صنعت پورن) آشنا می‌شود. بلاچری دختری جذاب و زیبا به نام «آوا» را ملاقات می‌کند؛ که از او به عنوان یکی از بزرگترین ستاره‌های پورن و دختر شماره یک اسپیگلر، نام برده می‌شود. بلاچری سعی می‌کند به آوا نزدیک شود؛ ولی آوا او را نادیده می‌گیرد.
بلا چری در مهمانی سکس پارتی پلی‌بوی، با کارگردان «ایدن استار» و ستاره پورن «کینگ» آشنا و قرار فیلم‌برداری می‌گذارند. همان شب بلاچری در تماسی تلفنی، تلاش می‌کند نظر مساعد اسپیگلر را برای همکاری جلب کند؛ اما اسپیگلر به‌خاطر تازه کاربودن، نداشتن دنبال‌کننده و رزومه ناکافی او را نمی‌پذیرد.
بلاچری که در تصمیم خود برای پیشرفت مصمم است؛ با ایدن به سوله‌ای در خارج شهر می‌رود و شروع به فیلم‌برداری پورن در ژانر بی‌دی‌اس‌ام می‌کند و سپس برای تکمیل رزومه‌اش ژانر تری‌سام را می‌پذیرد و قبول می‌کند در صحنه‌ای خشن، بازی کند؛ با این‌حال به‌خاطر درد بیش از حد، فیلم‌برداری را متوقف می‌کند؛ اما در نهایت می‌پذیرد که کار را تمام کند. اما پس از کار، دچار آسیب و افسردگی می‌شود.
بلاچری مدیربرنامه‌هایش مایک را مناسب خود نمی‌بیند و رابطه کاری خود را با او قطع می‌کند. بلاچری در تماس و مشورت با مادرش، بین دوراهی برگشت به خانه یا ادامه کار مردد است؛ اما مادرش به او توصیه می‌کند که باید سختی‌های کار و سروکله زدن با انسان‌های روانی را قبول و قوی باشد؛ و برای رسیدن به هدفش در زندگی جا نزند. بلاچری تصمیم خود را برگشت به کار و تمرین با دیلدو می‌گیرد؛ و در تماس با سایت بلک‌دات‌کام برای اضافه‌کردن رانژ سکس با نژاد سیاه‌پوست به رزومه‌اش و به خاطر نداشتن نماینده، حاضر به کار مجانی و دخول دوگانه مقعدی می‌شود.
درنهایت اسپیگلر که تحت تأثیر قرار گرفته‌است؛ او را استخدام می‌کند و بلاچری پله‌های ترقی را به سرعت می‌پیماید؛ تا جایی‌که با سبقت از آوا به دختر اول اسپیگلر تبدیل می‌شود. بلاچری در پایان فیلم با آوا هم‌بازی می‌شود؛ درجریان فیلم‌برداری، آوا مجدداً سعی در تحقیر بلاچری می‌کند؛ و از رابطه‌دهانی برای او سرباز می‌زند. در این لحظه کارگردان از بلاچری می‌خواهد، فیلمبرداری را با کمربند دیلدو ادامه دهد؛ و درنهایت با رفتار خشونت‌آمیز و تهاجمی بلاچری در سکس، آوا به شدت تحقیر می‌شود.
بلاچری که در صنعت پورن با پیشرفت عالی به جایگاه خوبی رسیده‌است؛ در راه بازگشت به خانه و پس از معذرت خواهی از آوا، در نیمهٔ راه از ماشین پیاده می‌شود. (به نظرمی‌رسد، بِلاچری که به همه آرزوهایش رسیده، تصمیم دارد به لینیا برگردد)

## بازیگران
- سوفیا کاپل در نقش بلا چری / لینیا
- رویکا آن ریستل در نقش جوی
- ایولین کلر در نقش آوا رودس
- کریس کاک در نقش بر
- دینا دی‌آرمند در نقش اشلی
- کندرا اسپید در نقش کیمبرلی
- جیسون تولر در نقش مایک
- جان استرانگ در نقش برایان
- لنس هارت در نقش سزار
- آیدن استار در نقش خودش
- اکسل براون در نقش خودش
- بیل بیلی در نقش آدام
- میک بلو در نقش جولز (مایکل املکو)
- شنل پرستون در نقش خودش
- کیسی کالورت در نقش خودش
- زاندر کورووس در نقش کیت
- استیو هولمز در نقش کریستیان
- آلیس گری در نقش آلیا
- آبلا دنجر در نقش خودش
- جینا والنتینا در نقش خودش
- مارک اسپیگلر در نقش خودش

## تم و مضامین اصلی
فیلم Pleasure 2021 به شکل صریح و بی‌پرده به موضوعات پیچیده‌ای همچون قدرت، کنترل، آزادی جنسی و بهره‌کشی در صنعت فیلم‌های بزرگسالان می‌پردازد. فیلم نشان می‌دهد که چگونه زنان در این صنعت مجبور به مواجهه با چالش‌های شدید روانی و جسمانی می‌شوند و برای دستیابی به موفقیت باید با خطرات بسیاری روبرو شوند. Pleasure با نقدهای جدی از مسائل اخلاقی و انسانی در این صنعت، تماشاگر را وادار می‌کند تا به ابعاد پنهان و تاریک آن بیشتر فکر کند.

## انتشار
این فیلم پیش از نمایش در جشنواره فیلم ساندنس ۲۰۲۱ در ۱ فوریه ۲۰۲۱ برای جشنواره فیلم کن ۲۰۲۰ انتخاب شد. ای۲۴ در ۸ فوریه ۲۰۲۱ حقوق پخش فیلم را در ایالات متحده به دست آورد. با این حال، در ۷ اکتبر ۲۰۲۱، اعلام شد که نئون حقوق پخش فیلم را در ایالات متحده به دست آورده‌است، بنا بر گزارش‌ها به دلیل درگیری بر سر برنامه‌های ای۲۴ برای انتشار یک برش نمایشی ویرایش شده با درجه R علاوه بر نسخهٔ بدون سانسور؛ نئون اعلام کرد که هیچ ویرایش جایگزینی را اجباری نمی‌کند. این فیلم در جشنواره انستیتوی فیلم آمریکا ۲۰۲۱ در لس آنجلس در ۱۳ نوامبر به نمایش درآمد و در ۱۳ مه ۲۰۲۲ در سینماهای ایالات متحده اکران شد.
این فیلم در ۸ اکتبر ۲۰۲۱ توسط اس‌اف در سوئد، در فرانسه در ۲۰ اکتبر ۲۰۲۱ توسط جوکرز، و در هلند در ۴ نوامبر ۲۰۲۱ توسط گوستو انترتینمنت منتشر شد.

## بازخورد

### فروش گیشه
این فیلم توانست در مجموع فروش جهانی و در گیشه به مبلغ ۳۹۳٬۴۰۰ دلار دست پیدا کند.

### پاسخ انتقادی
در وبگاه جمع‌آوری نقد راتن تومیتوز، ٪۸۸ از ۱۱۲ بررسی منتقدان مثبت است و میانگینِ امتیاز آن ۷٫۳/۱۰ است. اجماع این وبگاه چنین می‌نویسد: «فیلمی تحریک‌آمیز در بیش از یک سطح، لذت از جنبه‌های ناخوشایند صنعت فیلم بزرگسالان باز می‌شود و با اجرای قدرتمند سوفیا کاپل هدایت می‌شود» این فیلم در متاکریتیک که از میانگین وزنی استفاده می‌کند، بر اساس نظر ۲۴ منتقدین امتیاز ۷۵ از ۱۰۰ را کسب کرده که نشان‌گر «نقدهای عموماً مطلوب» است. در پنجاه و هفتمین دوره جوایز گلدباگ، این فیلم هفت نامزدی از جمله بهترین فیلم و بهترین کارگردانی را برای تایبرگ دریافت کرد و برنده سه جایزه از جمله بهترین بازیگر زن برای کاپل شد.

### جوایز و نامزدی‌ها
این فیلم توانست در مجموع ۱۹ بار کاندیدای دریافت جایزه از جشنواره‌های جهانی و معتبر فیلم گردد؛ و در نهایت موفق به کسب ۸ جایزه شد. از مهمترین آن‌ها می‌توان به جوایز و کاندیداتوری‌های زیر اشاره کرد.
| جشنواره                              | جایزه                       | جایزه                       | دریافت‌کننده  | نتیجه    | منبع          |
| ------------------------------------ | --------------------------- | --------------------------- | ------------ | -------- | ------------- |
| جشنواره فیلم ساندنس                  | جایزه بزرگ هیئت داوران      | جایزه بزرگ هیئت داوران      | نینجا تایبرگ | نامزدشده | [ ۱۴ ]        |
| جشنواره فیلم هنری ترنچیانسکه تپلیتسه | جایزه فرشته آبی داوران      | بهترین فیلم                 | نینجا تایبرگ | نامزدشده | [ ۱۵ ]        |
| جشنواره فیلم هنری ترنچیانسکه تپلیتسه | جایزه فرشته آبی داوران      | بهترین عملکرد بازیگر زن     | سوفیا کاپل   | نامزدشده | [ ۱۶ ]        |
| جوایز فیلم ایندیپندنت بریتانیا       | بهترین فیلم مستقل بین‌المللی | بهترین فیلم مستقل بین‌المللی | لذت          | نامزدشده | [ ۱۷ ]        |
| جشنواره فیلم آمریکایی دوویل          | جایزه هیئت داوران           | جایزه هیئت داوران           | نینجا تایبرگ | نامزدشده | [ ۱۸ ]        |
| جشنواره فیلم آمریکایی دوویل          | جایزه بزرگ ویژه             | جایزه بزرگ ویژه             | نینجا تایبرگ | نامزدشده | [ ۱۸ ]        |
| جشنواره فیلم گلدباگن ۲۰۲۲            | جایزهٔ سوسک طلایی            | جایزهٔ سوسک طلایی            | سوفیا کاپل   | برنده    | [ ۱۹ ] [ ۲۰ ] |
| جشنواره فیلم یوتبری                  | جایزه فیپرشی                | جایزه فیپرشی                | نینجا تایبرگ | برنده    | [ ۲۱ ]        |